# Extraction (filme de 2015)
Extraction (Brasil: Operação Resgate / Portugal: Extraction Ameaça Global) é um filme de ação e suspense produzido nos Estados Unidos, dirigido por Steven C. Miller e lançado em 2015.